# Arsen Śliwiński
Arsen Śliwiński (ur. 3 kwietnia 1996 we Lwowie) – polski kajakarz kanadyjkarz, czterokrotny srebrny medalista mistrzostw świata, srebrny oraz dwukrotnie brązowy medalista mistrzostw Europy, pięciokrotny mistrz Polski. Syn Michała Śliwińskiego, wielokrotnego medalisty olimpijskiego.

## Życiorys
Studiuje w Wyższej Szkole – Edukacji w Sporcie w Warszawie.
W 2021 uczestniczył w programie rozrywkowym Love Island. Wyspa miłości.

## Wyniki
Wyniki finałów igrzysk olimpijskich i europejskich oraz mistrzostw świata i Europy.
| Rok  | Zawody             | Miejscowość      | Konkurencja | Czas     | Pozycja |
| ---- | ------------------ | ---------------- | ----------- | -------- | ------- |
| 2017 | Mistrzostwa świata | Račice           | C-2 200 m   | 36,673   | srebro  |
| 2018 | Mistrzostwa Europy | Belgrad          | C-2 200 m   | 36,475   | brąz    |
| 2018 | Mistrzostwa Europy | Belgrad          | C-4 500 m   | 1:31,008 | brąz    |
| 2018 | Mistrzostwa świata | Montemor-o-Velho | C-2 200 m   | 37,816   | srebro  |
| 2018 | Mistrzostwa świata | Montemor-o-Velho | C-2 500 m   | 1:41,787 | brąz    |
| 2019 | Mistrzostwa świata | Segedyn          | C-2 200 m   | 36,186   | srebro  |
| 2019 | Mistrzostwa świata | Segedyn          | C-2 500 m   | 1:42,470 | 8.      |
| 2021 | Mistrzostwa świata | Kopenhaga        | C-4 500 m   | 1:31,312 | srebro  |